# 北塬镇 (白水县)
北塬镇，是中华人民共和国陕西省渭南市白水县下辖的一个乡镇级行政单位。
2013年，陕西省民政厅批复同意撤销北塬乡，设立北塬镇。

## 行政区划
北塬镇下辖以下地区：
北塬村、郝家村、南修村、马河村、顺孝村、杨武村、张船村、闫家村、王庄村、贺家塬村、潘庄村、却才村、阿堡村、鹿角村和悦耳村。